# Hausmehring
Hausmehring ist eine Gemarkung im Landkreis Erding. Bis 1972 bestand die Gemeinde Hausmehring, die dann nach Dorfen eingemeindet wurde.
Die Gemarkung Hausmehring liegt vollständig auf dem Gebiet der Stadt Dorfen und hat eine Fläche von etwa 1085,6 Hektar. Auf ihr liegen die Dorfener Gemeindeteile Bernöd, Blindham, Brodshub, Eck b.Dorfen, Furt, Hain, Hampersdorf, Kleinkatzbach, Kloster Moosen, Krottenthal, Lerchenhub, Loipfering, Mehlmühle, Mösl, Oberhausmehring, Orlfing, Rinning, Rutzmoos, Stetten, Unterhausmehring, Wampeltsham, Winkl und Zieglhaus.

## Geschichte
1172 wird Hausmehring als Moringin erstmals erwähnt. Bei der bayrischen Staats-Neugliederung um 1815 durch Graf Maximilian von Montgelas wurde die Gemeinde Hausmehring geschaffen. Sie bestand 1961 aus den 23 Gemeindeteilen Bernöd, Blindham, Brodshub, Dorfen (Bahnhof), Eck, Furth, Hain, Hampersdorf, Kleinkatzbach, Kloster Moosen, Krottenthal, Lerchenhub, Loipfering, Mehlmühle, Oberhausmehring, Orlfing, Rinning, Rutzmoos, Stetten, Unterhausmehring, Wampeltsham, Winkl und Zieglhaus und hatte insgesamt 925 Einwohner auf einer Fläche von 1089,47 Hektar.
Die zentralen Orte waren im Süden Oberhausmehring, im Südosten Kloster Moosen und im Nordosten Hampersdorf, ein weiterer nennenswerter Ort war mit einem Wallfahrtskirchlein im Norden der Weiler Rinning. Der Gemeinde-Süden war von Industrie geprägt, südöstlich des Bahnhofs liegt die Dachziegelei Meindl und ein paar Hundert Meter östlich auf gegenüberliegender Seite der Bahngleise in Kloster Moosen Siedlung die Skifabrik Stiftl. Ein weiteres Ziegelwerk war der am südwestlichen Ortsrand von Kloster Moosen gelegene Betrieb Stitteneder. Der letzte Bürgermeister Sebastian Wohlsager, der die Siedlung anlegen ließ, wurde nach der Eingliederung nach Dorfen zweiter Bürgermeister der Stadt. Die Gemeinde Hausmehring umschloss bis zur Gebietsreform von 1972 die Stadt Dorfen im Süden, Osten und Norden. Der Bahnhof Dorfen lag auf Hausmehringer Gemeindegebiet.

## Wappen von Hausmehring
Das Wappen der ehemaligen Gemeinde Hausmehring ist gespalten und zeigt auf der linken Seite das Wappen der Grafen von Haslang und auf der rechten Seite das Wappen der Westacher aus Westach (heute in der Marktgemeinde Isen). Diese wurden gewählt, da diese beiden Adelsfamilien vom 16. bis ins 18. Jahrhundert Inhaber der Hofmark Moosen im Gemeindegebiet waren. Ihm wurde am 10. August 1965 durch das Bayerische Innenministerium zugestimmt.